# مغالطة العالم العادل
فرضية العالم العادل أو مغالطة العالم العادل، انحياز معرفي يجعل الناس يعتقدون أن العالم عادل بطبيعته، وأن كل شخص يحصل على ما يستحقه. وصفه عالم النفس الإجتماعي ملفين جيه ليرنر، بأن الشخص طبيعته يميل إلى تحقيق نتائج عادلة ومناسبة أخلاقيا له، وذلك بإنهاء كل الأعمال النبيلة التي يكافئ عليها في نهاية المطاف، وكل الأعمال الشريرة التي يعاقب عليها في نهاية المطاف، وبعبارة أخرى، فرضية العالم العادل هي الميل إلى عواقب السمة – أو الاعتقاد أن هذه العواقب نتيجة ل – قوة عالمية جديرة بأن تعيد التوازن الأخلاقي. وينطوي هذا الاعتقاد عموما وجود العدالة الكونية، المصيرالإلهي، العناية الإلهية، والاستقرار. ولديها إمكانات عالية تؤدي إلى المغالطة، خاصة عندما تستخدم لترشيد مصيبة الشعب بحجة أنها تستحق ذلك.
و تظهر هذه الفرضية أكثر شعبيةً باللغة الإنجليزية وفي أرقام مختلفة من الكلام، وتعني الانتقام للسلبية المضمونة، مثل بعض الأقوال الشعبية: «كنت قد حصلت على ما هو قادم إليك»، أو «أن نحصل على ما تستحق، وتستحق ما نحصل عليه»، أو «أنت تجني ما زرع لك».. هذه الفرضية قد تمت على نطاق واسع، ودرست من طرف علماء النفس الاجتماعي، منذ أن أجر ملفين جيه ليرنر العمل على الاعتقاد في عالم عادل، في أوائل الستينات .  وواصل البحث منذ ذلك الحين، في دراسة القدرة التنبؤية للفرضية في مختلف الحالات وعبر مختلف الثقافات، وبذلك توضيح وتوسيع التفاهمات النظرية لمعتقدات فرضية العالم.